# Čtyři zloději
Čtyři zloději (též Křenovické jednoty) je skupina chalup, která se nachází asi 1 km na východ od osady Křenovice, pod níž také spadají.
K jejich založení došlo roku 1812 na pozemcích zvaných Pod Bory. Tyto chalupy byly odděleny od panského dvora a vlastnila je čtveřice poddaných. Název je údajně odvozen od charakteristických vlastností tehdejších majitelů. Vystavěny byly v pravidelné řadě se shodně velkými vzájemnými rozestupy. V pozdější době tu byla vystavěna pátá chalupa.
Místem prochází cyklotrasa 1100.